# Born Again (Black Sabbath)
Born Again è l'undicesimo album in studio del gruppo heavy metal britannico Black Sabbath, pubblicato nell'estate del 1983.

## Il disco
Dopo l'uscita, per disaccordi personali e musicali, di Ronnie James Dio e Vinny Appice, i rimanenti Tony Iommi e Geezer Butler chiamano il cantante Ian Gillan (uscito per diverbi dai Deep Purple nel 1973 e che nel frattempo aveva messo in piedi una carriera solista) e il batterista originario Bill Ward, ripresosi dai problemi con l'alcool che lo avevano costretto a ritirarsi durante il tour dell'album Heaven and Hell.
L'album fu pubblicato nell'agosto del 1983 e, inizialmente, non fu accolto calorosamente dalla critica a causa delle sonorità di produzione ritenute mediocri. Tuttavia si rivelò un buon successo commerciale, raggiungendo il quarto posto nelle classifiche inglesi e la top 40 statunitense. L'album venne in seguito certificato con il disco di platino per le vendite ottenute in Regno Unito.
Musicalmente è un album dal sound più massiccio rispetto agli album precedenti, che vede un inasprimento nello stile dei Black Sabbath. Il brano Zero the Hero è stato oggetto di una cover da parte dei Cannibal Corpse (presente nell'album EP Hammer Smashed Face).

## La copertina
La copertina dell'album, disegnata da Steve Joule in stato di ebbrezza (pensò addirittura di cancellarla, una volta ripresosi, ma incontrò l'opposizione di Iommi e Butler che invece la gradirono), rappresenta un neonato dalle sembianze demoniache. Al momento della pubblicazione dell'album, l'aspetto particolare della copertina fu oggetto di controversie. Ciò non ha impedito comunque che la copertina sia la preferita di alcuni musicisti metal tra cui Glen Benton (Deicide) e Max Cavalera (Soulfly). La stessa foto fu utilizzata due anni prima dai Depeche Mode per il loro singolo New Life, i quali coprirono solamente gli occhi del bimbo con una barra nera.

## Tracce
Tutti i brani sono stati composti dalla band intera, tranne dove indicato.
1. Trashed – 4:18
2. Stonehenge – 1:58
3. Disturbing the Priest – 5:48
4. The Dark – 0:45
5. Zero the Hero – 7:34
6. Digital Bitch – 3:40
7. Born Again – 6:35
8. Hot Line – 4:54 (Gillan, Iommi, Butler)
9. Keep It Warm – 5:34 (Gillan, Iommi, Butler)

## Descrizione dei brani

### Trashed
La prima traccia dell'album, Trashed deve la sua fama a causa dell'inserimento da parte dell'associazione statunitense P.M.R.C. nella Filthy Fifteen ritenuta istigante all'abuso di droga e alcool. Tuttavia il testo parla di quando Gillan, in stato di ebbrezza, distrusse l'automobile di Bill Ward durante una folle corsa intorno allo studio, andando a finire dentro un canale.

### Disturbing the Priest
Secondo quanto riferisce Gillan nel suo sito, il brano nacque dopo che il gruppo fu ripreso da un prete della chiesa adiacente allo studio dove i Black Sabbath stavano registrando. Il religioso si era effettivamente lamentato che, pur piacendogli, la musica lo infastidiva nelle prove del coro della chiesa.
Tony Iommi fornisce, dal canto suo, una ricostruzione leggermente diversa dell'accaduto. In un'intervista rilasciata al giornalista canadese Steve Newton nel 1984, Iommi dichiara che le registrazioni dell'album avvenivano in un maniero vicino a una chiesa e a un cimitero. Il gruppo ripeteva a notte inoltrata (tra le quattro e le cinque di mattina) disturbando, in realtà, gli abitanti del villaggio i quali non tardarono a lamentarsi. Lo stesso Iommi afferma che non era a conoscenza delle lamentele del prete.   

### Digital Bitch
Nonostante voci sostengano che il brano sia riferito a Sharon Arden (figlia di Don, ex manager del gruppo e moglie di Ozzy), Gillan non ha voluto rivelare l'identità della persona che ha dato loro l'ispirazione per questa canzone, limitandosi ad affermare che sia lei che il padre sono estranei al mondo dei computer.

## Formazione
- Ian Gillan - voce
- Tony Iommi - chitarra, flauto
- Geoff Nicholls - tastiere[8]
- Geezer Butler - basso
- Bill Ward - batteria